# Jürgen May
Jürgen May (né le 18 juin 1942 à Nordhausen) est un athlète allemand, spécialiste des courses de demi-fond.
Le 14 juillet 1965, à Erfurt, il bat le record d'Europe du 1 500 mètres détenu depuis 1963 par le Français Michel Jazy en parcourant la distance en 3 min 36 s 4. Le 20 juillet 1965, toujours à Erfurt, il établit un nouveau record du monde du 1 000 mètres en 2 min 16 s 2, améliorant de quatre dixièmes de seconde le temps du Néo-zélandais Peter Snell.
Il se classe deuxième du 800 mètres et troisième du 1 500 mètres lors de la coupe d'Europe des nations 1965,  cinquième du 1 500 m lors des championnats d'Europe 1966. Il décroche la médaille de bronze du 1 500 m lors des championnats d'Europe en salle 1972.
Il est élu personnalité sportive allemande de l'année en 1965.